# Korbol
 Korbol è un comune del Ciad situato nel dipartimento di Barh Köh, provincia di Moyen-Chari.